# Nordmakedoniens damlandslag i volleyboll
Nordmakedoniens damlandslag i volleyboll representerar Nordmakedonien i volleyboll på damsidan. Laget deltog i Medelhavsspelen 2022.

### Fotnoter
1. ↑  ”Results Book” (på engelska). Comité international des Jeux méditerranéens. https://cijm.org.gr/wp-content/uploads/2022/11/gdm2022_adb.pdf. Läst 16 februari 2023.
2. ↑  ”CEV Volleyball European Silver League 2023  -  Women” (på engelska). Confédération Européenne de Volleyball. https://www-old.cev.eu/Competition-Area/competition.aspx?ID=1477&PID=-2. Läst 14 juli 2023.